# Eggletonite
La eggletonite è un minerale appartenente al gruppo della ganofillite.